# Église Saint-Louis du Lavandou
L’église Saint-Louis du Lavandou est une église catholique française, située dans le département du Var, sur la commune du Lavandou. Elle fait partie du diocèse de Fréjus-Toulon, doyenné d'Hyères.

## Historique
L'église fut édifiée en 1855 à 1859.